# Svetlobna zaščitna zavesa
Svetlobna zaščitna zavesa je varnostni element, kateri s pomočjo senzorjev nadzoruje poseg v varovano območje stroja.
Pri izdelavi in projektiranju strojev nam mora biti varnost ljudi oz. uporabnikov  vedno na prvem mestu, ker noben denar na svetu človeku ne more povrniti zdravja če ne celo življenja. Stroj moramo vedno skonstruirati in načrtovati tako, da preprečimo poškodbe uporabnika, kateri bo delal za strojem. Seveda moramo zato tudi dobro poznati mehanske dele in kakšne poškodbe lahko ti deli povzročijo. Hujše poškodbe kot jih lahko stroj povzroči, večji varnostni standard moramo uporabiti. Najboljša zaščita je seveda mehanska ( zaščitna vrata, varnostne mreže,...), ki pa pri določenih strojih niso najbolj funkcionalna. Velikokrat delavci in vzdrževalci stroja zaščitna stikala tudi odstranijo in s tem tvegajo poškodbe sebe in drugih. Zato pri določenih strojih, predvsem pri tistih pri katerih mora zaposleni ročno vstavljati material v stroj, uporabljamo svetlobno zaščitno zaveso.

## Uporaba
Varnostna svetlobna zavesa se uporablja za zaščito prstov, rok ali za zaščito dostopa do nevarnega območja. Glede na izbrani tip zavese so lahko številne funkcije stroja integrirane ali izbrane preko varnih rešitev za nadzor: Restart interlock, fiksno/plavajoče izločanje žarkov, PSDI funkcija, bypass funkcija, izbiranje režima delovanja itd. Poznamo več proizvajalcev in tipov varnostnih zaves, ki se razlikujejo po obliki, tipu zaščite (tip 2- zaščita dlani, tip 4- zaščita prstov,…), dimenzijah, vsem pa je skupno to, da ob prekinitvi svetlobne zavese ustavijo stroj. Seveda pa morajo biti vse svetlobne  zavese povezane tudi na varnostni modul, kateri preko relejskega kontakta pošlje krmilju signal kdaj je zaščita prekinjena.

## Princip delovanja in opis
Primer preverjanja pravilnega delovanja. Varnostne svetlobne zavese vsebujejo dve enoti -oddajnik in sprejemnik. V vsaki enoti so optične in električne komponente. Med tema dvema enotama je zaščitno polje, ki je opredeljen kot višina zaščitnega področja in zaščitnega polja (višina oz. število optičnih komponent, ki pa se razlikuje od velikosti same zaščitne zavese ali pa zavisi od tipa zaščite. Oddajnik in sprejemnik se med seboj po navadi najprej sinhronizirata. Obe enoti pa morata biti tudi povezani na varnostni modul. Nekateri proizvajalci pa celo omogočajo, da lahko več zaves vežemo celo zaporedno in si s tem povečamo zaščitno polje. Oddajniki imajo tudi statusne lučke, ki nam pokažejo sam status zavese ( zavesa prekinjena, zavesa ni prekinjena,šibek signal do sprejemnika,…). Zaščitna zavesa nam mora prekiniti signal že če prekrijemo samo eno optično komponento, zato moramo varnostne zavese tudi večkrat sami preveriti, če delujejo pravilno.  Oddajnik pošlje infrardeče svetlobne pulze do sprejemnika, kateri jih ovrednoti. Če samo en ta signal prekinemo pa nam svetlobna zavesa stroj zaustavi. Takoj ko pa je zaščiteno polje spet prosto, pa lahko ponovno zaženemo delovanje stroja.

## Postavitev svetlobne zaščitne zavese na stroj
Seveda mora biti sama postavitev zaščitnih zaves na stroju smiselna. Postaviti jo moramo tako, da je uporabnik ne more zaobiti, hkrati pa mora biti postavljena dovolj daleč od gibljivih delov, saj ima tudi sama zavesa določen časovni zamik, v katerem nam bo zaustavila sam stroj ali napravo. Pomembno je vedeti, da večja kot je razdalja med oddajnikom in sprejemnikom, daljši čas zavesa potrebuje, da nam prekine signal.

## Električna vezava zaščitne svetlobne zavese
Vsako zaščitno svetlobno zaveso moramo pravilno električno ožičiti in priključiti. Za pravilno priključitev mora monter vedno prebrati navodila proizvajalca, saj le tako lahko pravilno in funkcionalno namesti zaščito, da le ta deluje pravilno. Vsak proizvajalec pa tudi poda, kateri pin na konektorju ima kakšno funkcijo. Podane pa so tudi  priključne napetosti.

## Varnostni moduli

### Opis delovanja
Svetlobne varnostne zavese pa seveda ne delujejo, če jih ne povežemo z varnostnimi moduli. To so robustni varnostni releji, ki združujejo zmogljivost in prilagodljivost v enem samem modulu. Vse funkcije so optimizirane za povezave varnostnih svetlobnih zaves v različnih varnostnih sistemih. Določene module za varnostne zavese pa lahko tudi uporabimo kot varnostne module za nujno zaustavitev, saj so v principu delovanja identični. Imajo možnost ročnega ali avtomatskega vklopa modula. Lahko jih vežemo tudi v kombinaciji z ostalimi varnostnimi moduli. Releji pa imajo tudi majhen čas izklopa, cca. 250 mS.

### Nastavitev režima delovanja
Varnostni relejni moduli imajo na izbiro ročni ali pa avtomatski start modula. Za kateri režim se  odločimo pa je odvisno predvsem od tega, kakšen sistem nam svetlobna zaščitna zavesa varuje (npr. če delavec iz stroja samo jemlje material in je dovajanje materiala avtomatsko, je verjetno najbolj funkcionalno, če JE nastavljen avtomatski režim, če pa delavec sam jemlje in daje v stroj nov material ali obdelovanec pa je nastavljen ročni režim).

### Električni priklop
Kako se pravilno priključili varnostni modul se razbere iz navodil proizvajalca, ki jih priloži k vsakem varnostnem modulu. Iz tehničnih podatkov se razber priklopno napetost, kakšno obremenitev se lahko pelje čez posamezen rele, … Na uporabniku pa je da izbere kateri priklop ustreza našemu sistemu.

## Zakaj izberemo svetlobne zaščitne zavese
Svetlobne zaščitne zavese so v večini primerov veliko bolj funkcionalne zaščite kot mehanske, zaradi lažjega posega v sam stroj. Hkrati pa so tudi veliko bolj varne kot mehanske, ker se zaščitnih svetlobnih zaves ne da tako enostavno odstraniti iz stroja kot se to lahko počne z zaščitnimi stikali, kjer odstranijo iz zaščitnih vrat varnostne ključe in jih vtaknejo v zaščitna stikala. Če bi jo pa že odstranili pa bi rabili delavci znanje iz elektrotehnike, da prelisičijo varnostne module. Ampak iz prakse vemo da se niti ne upajo posegati v elektro omarice zaradi bojazni pred udarom električne energije. Slaba stran je višja cena.